# Рівень чорного
«Рі́вень чо́рного» робоча назва "Low light" (англ. Black Level) — український документально-ігровий драматичний фільм, знятий Валентином Васяновичем. Світова прем'єра стрічки відбулася 17 липня 2017 року на 8-му Одеському міжнародному кінофестивалі, де вона брала участь у міжнародній та національній конкурсних програмах. Стрічка вийшла в обмежений український прокат 31 серпня 2017.
Фільм розповідає про весільного фотографа Костянтина, в житті якого настає чорна смуга.
Займає 95-100-у позицію у списку 100 найкращих фільмів в історії українського кіно.

## Сюжет
50-річчя стає початком складного етапу в житті весільного фотографа Кості. Все, що він любив і до чого був прив'язаний, відходить назавжди. Хоча таких речей в його житті не так вже й багато: паралізований після інсульту батько, подруга — стиліст весільного журналу, старий кіт, слайди, на котрих він молодий та щасливий. Костя все життя фотографує чуже щастя. Для нього це звичайна рутина.

## У ролях
- Костянтин Мохнач — Костя
- Катерина Молчанова — дівчина Кості

## Реліз
Світова прем'єра стрічки відбулася 17 липня 2017 року на 8-му Одеському міжнародному кінофестивалі, де вона брала участь у міжнародній та національній конкурсних програмах. Стрічка вийшла в обмежений український прокат 31 серпня 2017, прем'єра відбулася в Культурному центрі «Кінотеатр Київ». Український прокатник стрічки — Arthouse Traffic, прокат здійснювався за підтримки Держкіно України.

## Касові збори
За перші вихідні українського кінопрокату стрічку побачили 651 глядач і вона зібрала ₴50,6 тис.

## Виробництво
Валентин Васянович особисто виступив режисером, сценаристом, оператором. Васянович також виступив як спів-продюсер (разом з Ією Мислицькою та Денисом Івановим). Зведення звуку для фільму було зроблено на київській студії Le Doyen.

## Відгуки критиків
Українські кінокритики відгукнулися про стрічку стримано-позитивно. Кінокритик НВ Валерій Мирний оцінив стрічку на 5/10 та назвав її напрочуд талановитою замальовкою про самотність. А кінокритик Олена Кухар з Українського тижня назвала стрічку блискучою та лаконічною, згадавши слова голови Держкіно Пилипа Іллєнка, який назвав стрічку як таку, за яку «нікому не буде соромно».

## Нагороди та номінації
| Список нагород та номінацій               | Список нагород та номінацій | Список нагород та номінацій                                | Список нагород та номінацій | Список нагород та номінацій | Список нагород та номінацій |
| Кінопремія                                | Дата церемонії              | Категорія                                                  | Номінант(и)                 | Результат                   | Дж                          |
| ----------------------------------------- | --------------------------- | ---------------------------------------------------------- | --------------------------- | --------------------------- | --------------------------- |
| 8-й Одеський міжнародний кінофестиваль    | 2017                        | Золотий Дюк                                                | Рівень чорного              | Номінація                   | [ 5 ]                       |
| 8-й Одеський міжнародний кінофестиваль    | 2017                        | Приз за найкращий український фільм                        | Рівень чорного              | Номінація                   | [ 5 ]                       |
| 8-й Одеський міжнародний кінофестиваль    | 2017                        | Приз ФІПРЕССІ — Найкращий український повнометражний фільм | Рівень чорного              | Перемога                    | [ 14 ]                      |
| 27-й Міжнародний кінофестиваль у Коттбусі | 2017                        | Головний приз за найкращий повнометражний фільм            | Рівень чорного              | Номінація                   | [ 15 ] [ 16 ]               |
| Фрібурський міжнародний кінофестиваль     | 2018                        | Гран-прі                                                   | Рівень чорного              | Перемога                    | [ 17 ]                      |
| Премія «Золота дзиґа»                     | 20.04.2018                  | Найкращий фільм                                            | Рівень чорного              | Номінація                   | [ 18 ] [ 19 ]               |
| Премія «Золота дзиґа»                     | 20.04.2018                  | Найкращий режисер                                          | Валентин Васянович          | Номінація                   | [ 18 ] [ 19 ]               |
| Премія «Золота дзиґа»                     | 20.04.2018                  | Найкращий оператор-постановник                             | Валентин Васянович          | Перемога                    | [ 18 ] [ 19 ]               |
| Премія «Золота дзиґа»                     | 20.04.2018                  | Найкращий художник-постановник                             | Владлен Одуденко            | Номінація                   | [ 18 ] [ 19 ]               |
| Премія «Золота дзиґа»                     | 20.04.2018                  | Найкращий сценарист                                        | Валентин Васянович          | Номінація                   | [ 18 ] [ 19 ]               |
| Премія «Золота дзиґа»                     | 20.04.2018                  | Найкращий звукорежисер                                     | Сергій Степанський          | Номінація                   | [ 18 ] [ 19 ]               |
| Асоціація кінокритиків НСКУ               | 2018                        | Диплом за «Найкращий український фільм 2017 року»          | Рівень чорного              | Перемога                    | [ 20 ]                      |
| Асоціація кінокритиків НСКУ               | 2018                        | Диплом за «Найкращий український ігровий фільм 2017 року»  | Рівень чорного              | Перемога                    | [ 20 ]                      |

### Висунений на «Оскар» від України
29 серпня 2017 року Український Оскарівський комітет обрав «Рівень чорного» як фільм-претендент від України на ювілейну 90-ту церемонію вручення кінопремії «Оскар» Американської академії кінематографічних мистецтв і наук у категорії «Найкращий фільм іноземною мовою», але до короткого списку претендентів фільм не потрапив.